# (7949) 1992 SU
1992 أس يو (ويعرف أيضًا باسم (7949) 1992 أس يو وفق تسمية الكوكب الصغير) (بالإنجليزية: 1992 SU)‏ هو كويكب ضمن حزام الكويكبات؛ وترتيبه 7949 من حيث الاكتشاف.
اكتُشف هذا الجُرم الفلكي بواسطة اليانور إف. هيلين في 23 سبتمبر 1992.

## وصلات خارجية
- (7949) 1992 SU في قاعدة بيانات مختبر الدفع النفاث لأجرام النظام الشمسي الصغيرة

- الاكتشاف · مخطط المدار ·  العناصر المدارية · المعلمات المادية

- (7949) 1992 SU على موقع ويكي سكاي: DSS2, SDSS, GALEX, IRAS, Hydrogen α, X-Ray, Astrophoto, Sky Map, Articles and images